# Forte di Matra

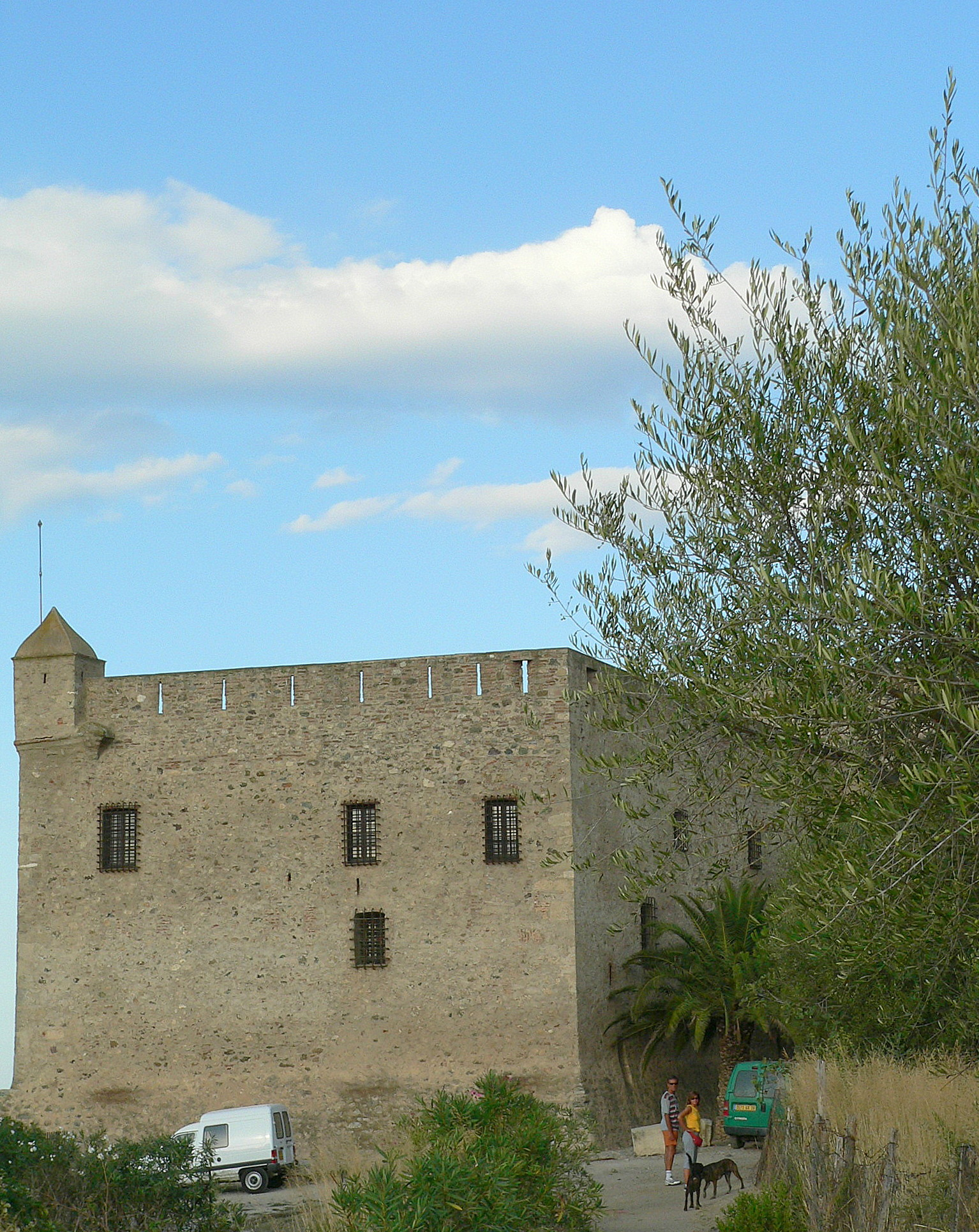
Forte di Matra

Il Forte di Matra è un monumento situato ad Aleria in Alta Corsica.

## Storia
Il Forte Matra è un monumento classificato come monumento nazionale a partire dal 1962. Esso fu costruito dai genovesi nel XIV secolo. 
Vi era stanziato uno squadrone di cavalleria, la cui missione era di sorvegliare i territori del circondario, la costa orientale e la zona degli stagni costieri. Difatti, l'importanza militare del forte derivava dalla sua posizione strategica, essendo situato in cima a una collina sovrastante il circondario. Nei secoli il forte era diventato un deposito di armi per i genovesi e per questo motivo, nel 1729, fu distrutto parzialmente dai corsi che si erano rivoltati.
In seguito il forte, ricostruito, ha accolto il re Teodoro I di Corsica durante il suo breve regno. Successivamente è stata la potente famiglia Matra, che ha avuto il controllo del forte.
Il più conosciuto dei Matra fu Mariu Emmanuele Matra, che fu in lotta contro Pasquale Paoli per il potere in Corsica. Morì il 28 marzo 1757, ma il forte rimase di proprietà della sua famiglia.
L'anno successivo alla sua classificazione come monumento nazionale, nel 1963, nel forte venne installato un deposito del materiale archeologico raccolto nel circondario e soprattutto durante gli scavi effettuati nell'Aleria antica, a qualche centinaio di metri di distanza. Dopo che nel 1979 il forte Matra fu acquistato dal Dipartimento dell'Alta Corsica, questo materiale divenne il nerbo del nuovo Museo.

### Da fortificazione militare a museo
Il Forte di Matra fu classificato monumento nazionale nel 1962. Parallelamente, a seguito degli scavi archeologici della città antica di Alalia, dal 1963 vennero raccolti innumerevoli reperti archeologici. Dopo che gli fu assegnato nel 1969 il nome dello storico Jérôme Carcopino, divenne nel 1978 il Museo dipartimentale di archeologia Ghjilormu Carcopino.

## Galleria d'immagini

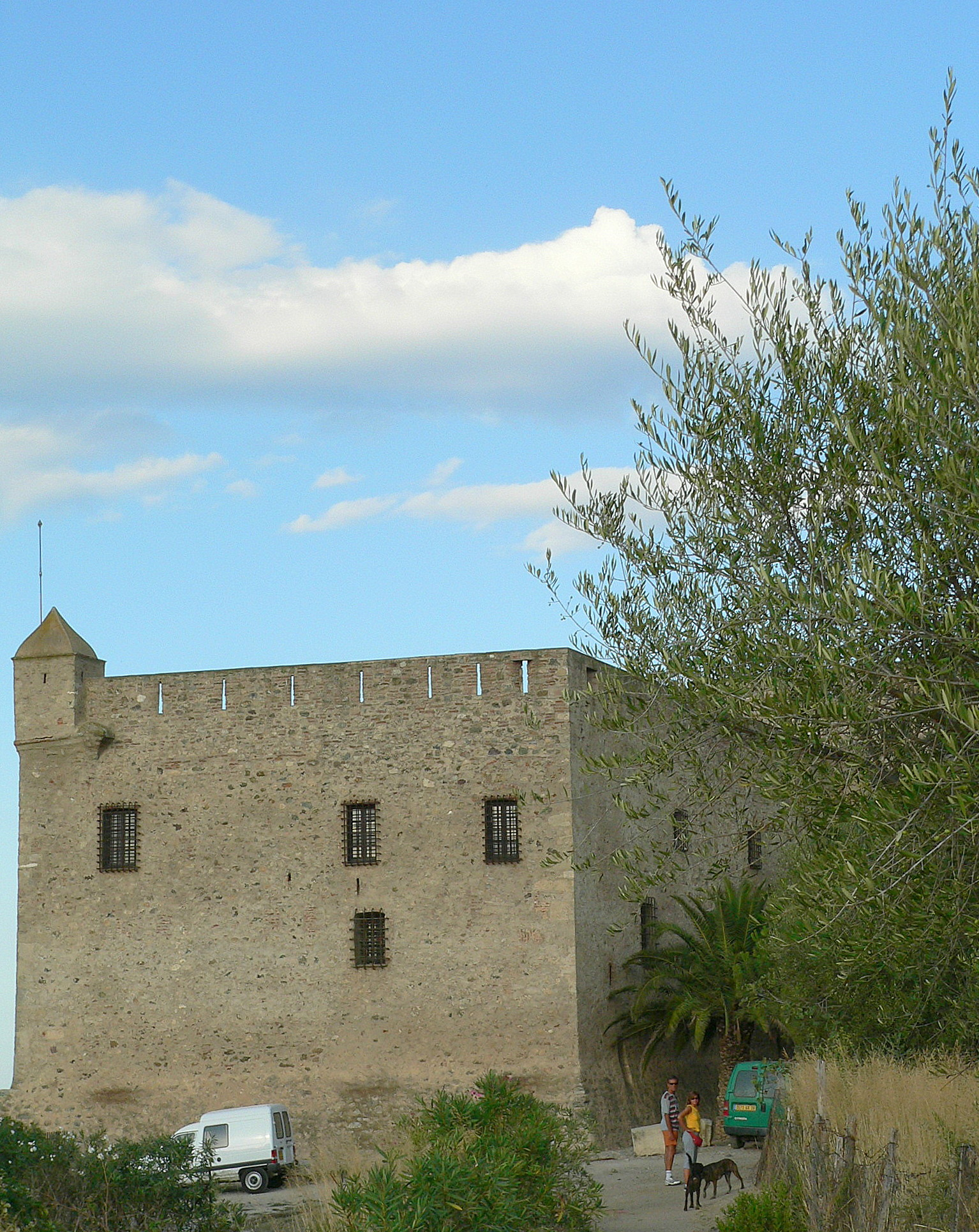
Forte di Matra esterno
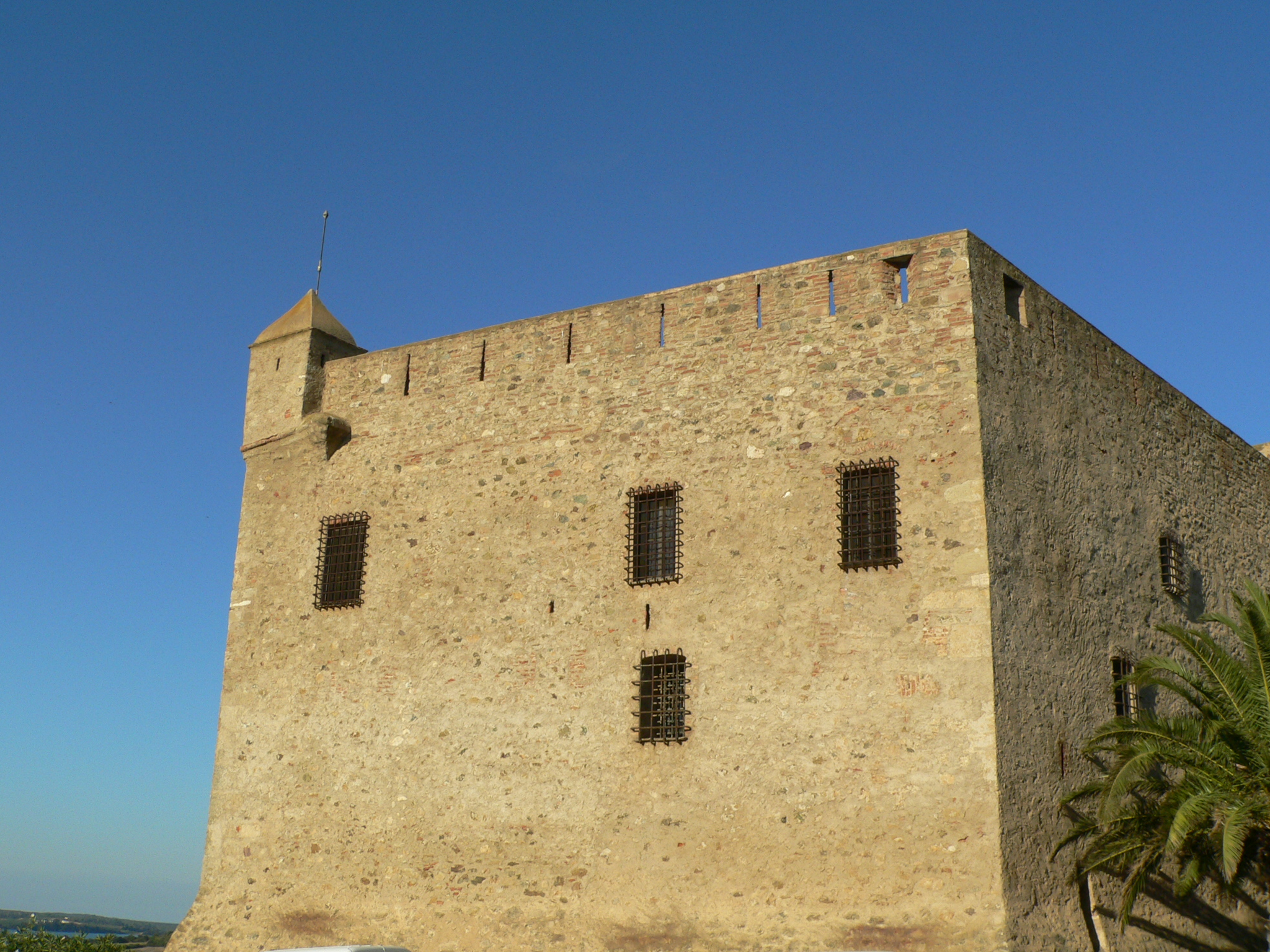
Forte di Matra esterno
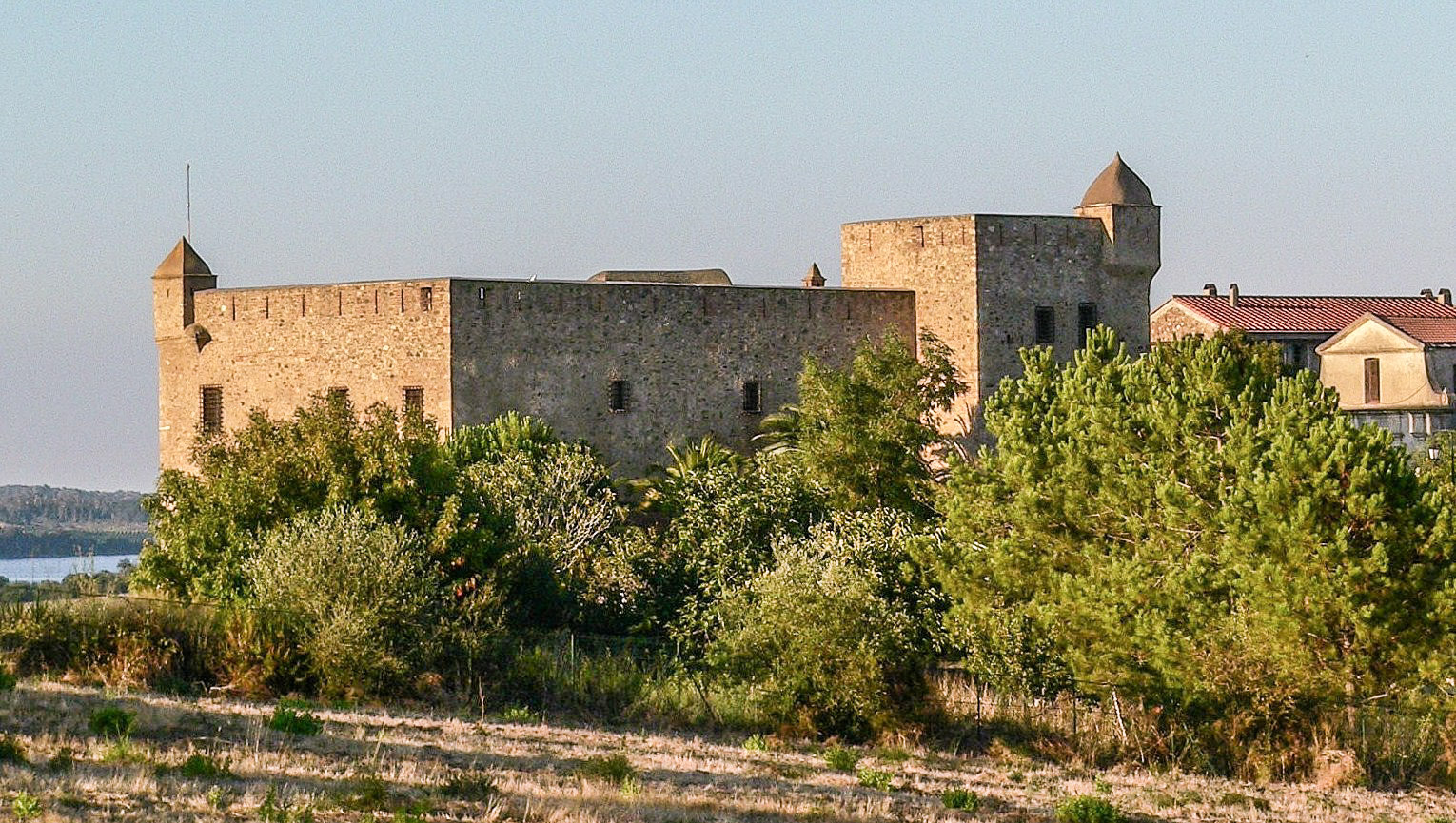
Forte di Matra esterno